# Chunzach
Chunzach (ros. Хунзах) – wieś w Rosji, w Dagestanie, ośrodek administracyjny rejonu chunzachskiego. W 2010 liczyła 4245 mieszkańców, głównie Awarów.